# Saint-Denis-de-Villenette
Saint-Denis-de-Villenette foi uma comuna francesa na região administrativa da Normandia, no departamento Orne. Estendia-se por uma área de 5,84 km². Em 2010 a comuna tinha 147 habitantes (densidade: 25,2 hab./km²).
Em 1 de janeiro de 2016, passou a formar parte da nova comuna de Juvigny Val d'Andaine.